# جلوجو (بولندا)
جلوجو هي مدينة في غرب بولندا. وهي مقر لـ مقاطعة Głogów ، في محافظة سيليزيا السفلى (منذ 1999)، وكانت سابقًا في Legnica Voivodeship (1975-1998). Głogów وتصنف سادس أكبر مدينة في Voivodeship. بلغ عدد سكانها 65400 نسمة عام 2021. اسم المدينة مشتق من głóg وهو الاسم البولندي للزعرور.
وتعتبر من أقدم المدن في بولندا، تأسست جلوجاو في القرن العاشر كمستوطنة دفاعية من Piast ونالت حقوقها في القرن الثالث عشر من Duke Konrad I. نظرًا لموقع المدينة الاستراتيجي المطل على العديد من الطرق التجارية، فقد حصل سكان المدينة على العديد من الامتيازات والمزايا، مما ادى لجلب الثروة وانعكس هذا بشكل ملاحظ على الهندسة المعمارية للمدينة. ومع مضي الايام والوقت نمت جلوجاو لتصبح واحدة من أكبر المدن المحصنة في سيليزيا السفلى. أدى هدم التحصينات في بداية القرن العشرين إلى تحسين وزيادة فرص النمو فيها. ومع ذلك وفي نهاية الحرب العالمية الثانية وتحولت مرة أخرى إلى قلعة دفاعية، وبالتالي عانت من دمار شبه كامل.
في الوقت الراهن يتم تنفيذ الكثير من الاصلاحات والاعمال بهدف إعادة الإعمار لاستعادة المظهر التاريخي للمدينة قبل تهالكها بسبب الحرب. والقلعة التي أعيد بناؤها بين عامي 1971 و 1983، تضم الآن المتحف التاريخي والأثري، حيث يتم عرض القطع الأثرية مثل القطع الأثرية لدفن Lusatian من Wróblin Głogowski . منذ عام 1984، كانت المدينة أيضًا مكانًا لمهرجان جلوجاو لل Jazz ، الذي يضم مطربين وموسيقيين وفنانين محليين وعالميين.

## تاريخ

### الحكم البولندي
تصنف جلوجاو واحدة من أقدم المدن الموجودة في بولندا. تم تأسيسها كخريج من قبل قبيلة غرب سلافية تدعى Dziadoszanie وهي إحدى القبائل البولندية. وفي القرن العاشر أصبحت جزءًا من الدولة البولندية الناشئة تحت حكم أول حاكم تاريخي لبولندا ميسكو الأول، وهو من قام بإنشاء معقلا جديدًا فيها. ويأتي أول سجل تاريخي معروف من عام 1010، في سجلات ثيتمار من ميرسيبورغ،  بعدما هاجمت قوات الملك هنري الثاني ملك ألمانيا في الصراع على مسيرة لوساتيا وأراضي ميلسيني قوات الدوق البولندي بوليسلاف. أنا Chrobry وحاصرت جلوجاو مرة أخرى في 9 أغسطس 1017، دون نتيجة. في العام التالي أبرم هنري وبوليسلاف صلح باوتزن.

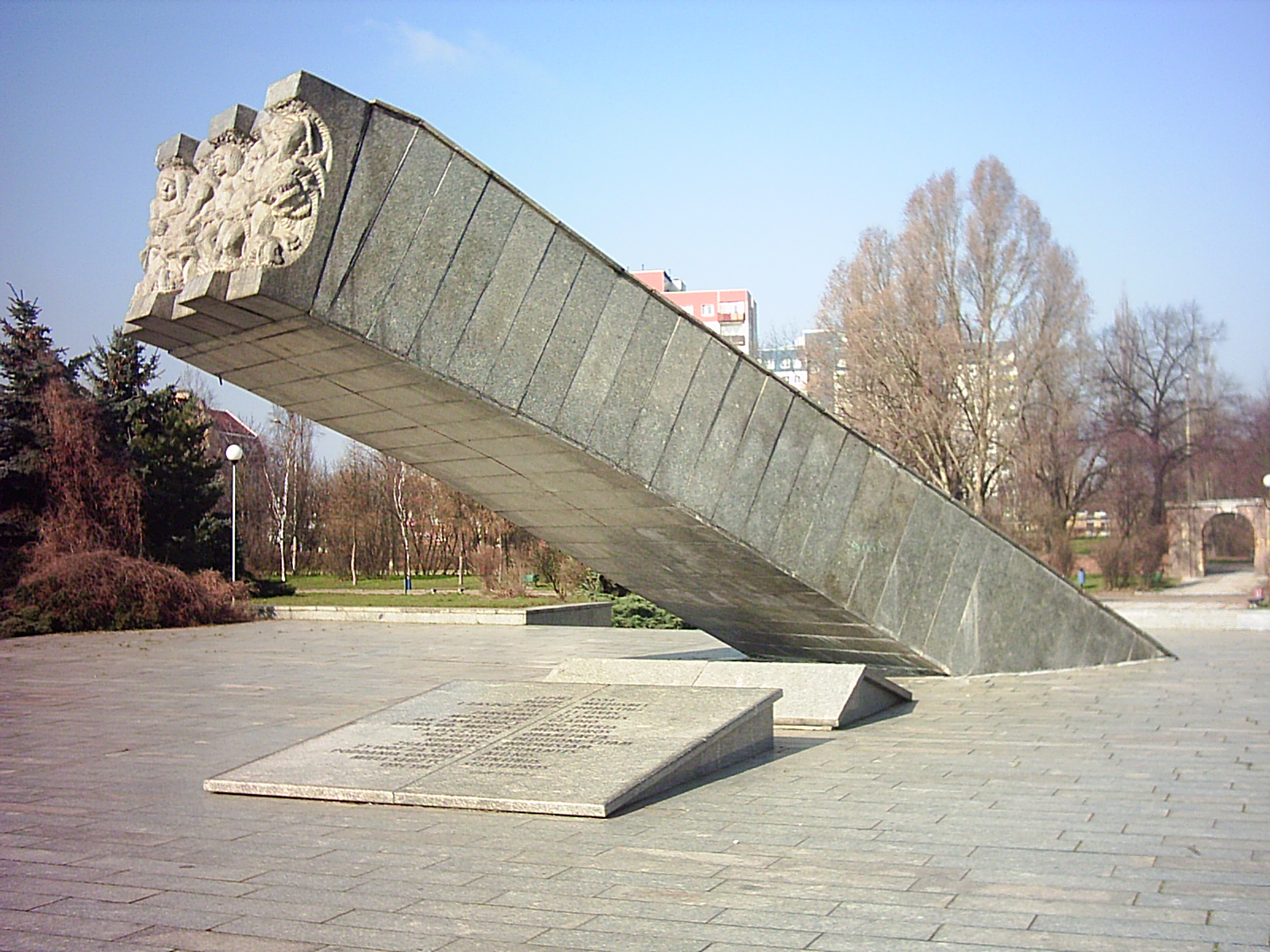
لإحياء ذكرى الدفاع البولندي Głogów في عام 1109

وفي عام 1109 تورط الملك هنري الخامس ملك ألمانيا في حرب بين الأشقاء بين دوقبياست بوليسلاف الثالث ودوق وريماوث وزبيغنيو، حاصروا المدينة، لكنه لم يستطع التغلب على القوات البولندية في معركة جوغوف. في عام 1157، سقطت المدينة أخيرًا في يد قوات الإمبراطور فريدريك الأول بربروسا، حيث تم الغزوا على أراضي سيليزيا بمساعدة الدوق واديسلاف الثاني المنفى وأبنائه.
وفي عام 1180 وتحت حكم الابن الأصغر لواديسواف الثاني كونراد سبيندليشانككس أعاد بناء جوجوف وأصبحت مقرًا لإمارته، والتي عادت إلى دوقية سيليزيا عند وفاته حوالي عام 1190. في سياق التجزئة تحت حكم الدوق بوليسلاف الثاني الأصلع وشقيقه الأصغر، تأسست دوقية جوغوف تحت قيادة الدوق كونراد الأول في عام 1251. بعد ذلك بعامين منحت المدينة حقوقها مع حقوق ماغدبورغ. ومنذ القرن الثالث عشر عادت وازدهرت المدينة من جديد ويعد الفضل للتجارة والحرف، تطورت صناعة الجعة وصناعة الملابس. وبالمثل فإن العديد من دوقيات سيليزيا، سقطت جلوجاو أيضًا تحت سيطرة الملك جون من بوهيميا في عام 1329.
اما القرن ال 1504 مات خط جلوجاو من Silesian Piasts مع وفاة جان الثاني المجنون. أثارت إجراءات جان القاسية مقاومة مواطني جلوجاو وفي عام 1488 ظهرت قوات الملك ماتياس كورفينوس عند بوابات المدينة وطردت الدوق. وكان هذا في 1491-1506 حكم جون ألبرت وسيغموند الملوك المستقبليين لبولندا.

### الحكم التشيكي والنمساوي والبروسي

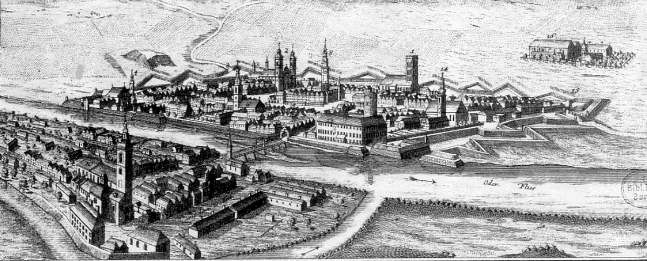
صورة للمدينة من القرن السابع عشر

في عام 1506 تم دمج الدوقية في المملكة البوهيمية (التشيكية)، على الرغم من أن الملك البولندي سيغيسموند الأول القديم لا يزال يطالب بالدوقية قبل أن يتخلى عن المطالبات في عام 1508،  بينما استمرت زوجته، الملكة البولندية بونا سفورزا، في محاولات إعادة دمج المدينة والدوقية مع مملكة بولندا في الأعوام 1522 و 1526 و 1547.  ومع ذلك، بقيت تحت التاج التشيكي خلال حكم سلالة جاجيلونيان حتى عام 1526، عندما ورثها آل هابسبورغ النمساوي وتم دمجها في ملكية هابسبورغ. خلال حرب الثلاثين عامًا، تم تحويلها إلى معقل في عام 1630. احتلها البروتستانت في عام 1632، واستعادتها القوات الإمبراطورية في عام 1633، وسقطت في يد السويد عام 1642، وعادت أخيرًا إلى هابسبورغ في عام 1648.
كان هناك طريقين رئيسيين يربطان وارسو ودريسدن يمر عبر المدينة في القرن الثامن عشر، وقد سافر الملوك أوغسطس الثاني القوي وأغسطس الثالث في بولندا في هذا الطريق مرات عديدة. ظل جزءًا منها تاج بوهيميا الذي يحكمه هابسبورغ حتى حرب سيليزيا الأولى. في مارس 1741 تم الاستيلاء عليها في حملة هجوم نفذت ليلا من قبل الجيش البروسي تحت قيادة الجنرال ليوبولد الثاني أمير أنهالت ديساو، ومثل غالبية سيليزيا أصبحت جزءًا من بروسيا تحت حكم الملك فريدريك الثاني. اشتهرت المدينة بالاسم الألماني جروس- جلوجاو («جلوجاو الكبرى») لتمييزها عن بلدة أوبيرجلوجو («جلوجاو العليا»، غلوجوفك الحالية) في سيليزيا العليا. على الرغم من محاولات Germanisation ، كان سكان المنطقة المحيطة بها لا يزالون إلى حد كبير بولنديين. 
خلال الحروب النابليونية، كانت القوات البولندية للجنرال يان هنريك ديبروفسكي متمركزة في المدينة، وزار نابليون بونابرت المدينة ثلاث مرات. استولت القوات الفرنسية على جلوجاو بعد معركة جينا عام 1806. المدينة، مع حامية من 9000 جندي فرنسي، حاصرها التحالف السادس في 1813-1814. بحلول الوقت الذي استسلم فيه المدافعون في 10 أبريل 1814، بقي 1800 مدافع فقط.

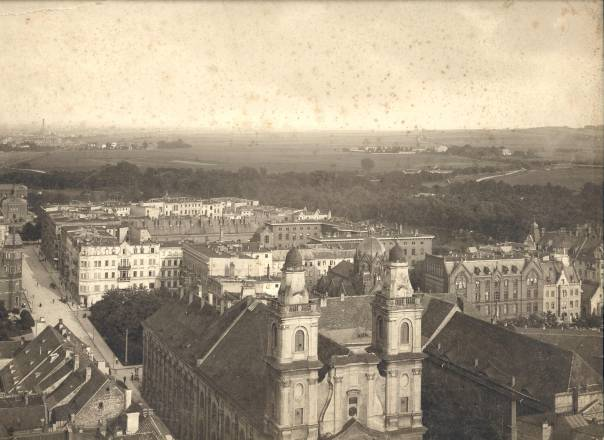
صورة من أوائل القرن العشرين للمدينة

نظرًا لأن وضع المعقل قد أدى إلى إبطاء تطور المدينة لسنوات عديدة، فقد حاول الكثير من المواطنون إلغاء وضع المعقل في القرن التاسع عشر وتم نقل التحصينات إلى الشرق فقط في عام 1873، وتم إزالتها أخيرًا في عام 1902، مما سمح للمدينة بالتطور وبعد عام 1871 أصبحت المدينة جزءًا من ألمانيا وبقيت داخلها بعد معاهدة فرساي عام 1919.  في عام 1939 كان عدد سكانها 33000 نسمة معظمهم من الألمان. خلال الحرب العالمية الثانية، أنشأ الألمان ستة معسكرات عمل قسري في المدينة،  بما في ذلك محتشد فرعي للسجن النازي للشباب في Wołów (في منطقة Paulinów الحالية). في 1942-1945، كان هناك أيضًا معسكر انتقالي للأطفال البولنديين المختطفين المخصص لألمنة وفي عام 1944 تم نقل معسكر انتقالي للبولنديين من معسكر العبور في Pruszków بالقرب من وارسو بعد قمع انتفاضة وارسو عام 1944.  تم تحويل المدينة إلى معقل من قبل الحكومة الألمانية وذلك كان في أوائل عام 1945 في المراحل الأخيرة من الحرب العالمية الثانية. حاصر الجيش الأحمر السوفيتي مدينة Glogau لمدة ستة أسابيع مما أدى إلى تدمير 98 ٪ من المباني بالكامل.

### في بولندا الحديثة

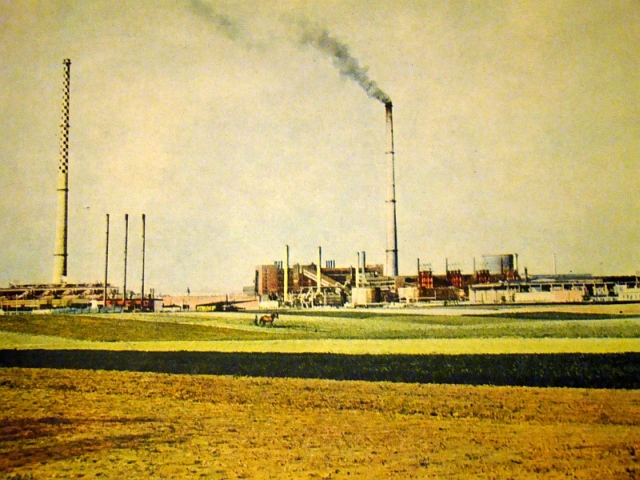
مصنع صهر Głogów للنحاس في السبعينيات

بعد مايو 1945، سقطت المدينة وأغلبية سيليزيا السفلى في منطقة الاحتلال السوفييتي التي طردت سكانها الألمان وبدأوا في استبدالهم بالمستوطنين البولنديين الذين أتوا مرة أخرى إلى مدينة جوجوف البولندية مرة أخرى للعثور على المدينة مدمرة تماما وبشكل خطير من الحرب؛ لم يتم إعادة بنائها بالكامل حتى يومنا هذا. بدأت المدينة في التطور مرة أخرى فقط في عام 1957،  بعد بناء مسبك النحاس هناك. وهي لا تزال أكبر شركة صناعية في المدينة. في عام 1974، مُنحت جلوجاو وسام Polonia Restituta ، وهو أحد أعلى وسام الدولة البولندية.

في 1945-1950، كانت جلوجاو جزءًا من Wrocław Voivodeship وفي عام 1950 أصبح جزءًا من Zielona Góra Voivodeship الذي تم إنشاؤه حديثًا. في 1975-1998 كانت تنتمي إلى Legnica Voivodeship ، وبعد الإصلاح الإداري لعام 1999 أصبحت جزءًا من مقاطعة سيليزيا السفلى.

## معالم
- مبنى البلدية
- قلعة دوقات Głogów (حاليًا موقع متحف أثري)
- أواخر كنيسة الباروك كوربوس كريستي
- القرن السادس عشر كنيسة سانت لورانس
- الكنيسة القوطية المبكرة للقديس نيكولاس (في حالة خراب)
- الكنيسة القوطية الجماعية
- مسرح أندرياس جريفيوس
- شظايا من أسوار المدينة في العصور الوسطى
- خندق القرن السابع عشر
- برج مدفعية من القرن التاسع عشر،
- إحياء ذكرى الدفاع البولندي عام 1109 عن Głogów
- بارك ليني